# Липсько (Люблінське воєводство)
Липсько (або Липськ, Ліпсько, пол. Lipsko) — село в Польщі, у гміні Замостя Замойського повіту Люблінського воєводства. Населення — 850 осіб (2011).

## Історія
Село згадується в 1398 р. як приватна власність Дмитра з Горая.
1510 року вперше згадується православна церква в селі.
У 1863 р. споруджена дерев'яна греко-католицька церква св. Косми і Даміяна, одночасно зводилась мурована греко-католицька церква Івана Златоуста, фундована Костянтином Замойським у 1861 р. Обидва храми забрані в 1875 р. Російською православною церквою, відібрані в 1919 р. польською владою, спалені вночі з 27 на 28 грудня 1942 р. загоном Батальйонів хлопських під командуванням «Азії».
За даними етнографічної експедиції 1869—1870 років під керівництвом Павла Чубинського, у селі здебільшого проживали греко-католики, усе населення розмовляло українською мовою. Внаслідок заборони царем греко-католицької церкви більшість вірян перейшли до римо-католицької і спольщились.
У міжвоєнні 1918—1939 роки польська влада в рамках великої акції руйнування українських храмів на Холмщині і Підляшші перетворила місцеву православну церкву на римо-католицький костел.
У 1943 р. в селі проживали: 161 українець, 900 поляків і 13 німців.
У 1975—1998 роках село належало до Замойського воєводства.

## Населення
Демографічна структура станом на 31 березня 2011 року:
|          | Загалом | Допрацездатний вік | Працездатний вік | Постпрацездатний вік |
| -------- | ------- | ------------------ | ---------------- | -------------------- |
| Чоловіки | 426     | 83                 | 303              | 40                   |
| Жінки    | 424     | 81                 | 245              | 98                   |
| Разом    | 850     | 164                | 548              | 138                  |